# Province de San Marcos
La province de San Marcos (en espagnol : Provincia de San Marcos) est l'une des treize provinces de la région de Cajamarca, au nord-ouest du Pérou. Son chef-lieu est la ville de San Marcos. Elle fait partie du diocèse de Cajamarca.

## Géographie
La province couvre une superficie de 1 362,32 km2. Elle est limitée au nord par la province de Celendín, à l'est par la région de La Libertad, au sud par la province de Cajabamba et à l'ouest par la province de Cajamarca.
Le territoire de la province est montagneux et son altitude est comprise entre 1 500 et 4 000 m. La province est arrosée par plusieurs cours d'eau, le plus important étant le Río Marañón.

## Histoire
La province fut créée le 11 décembre 1982.

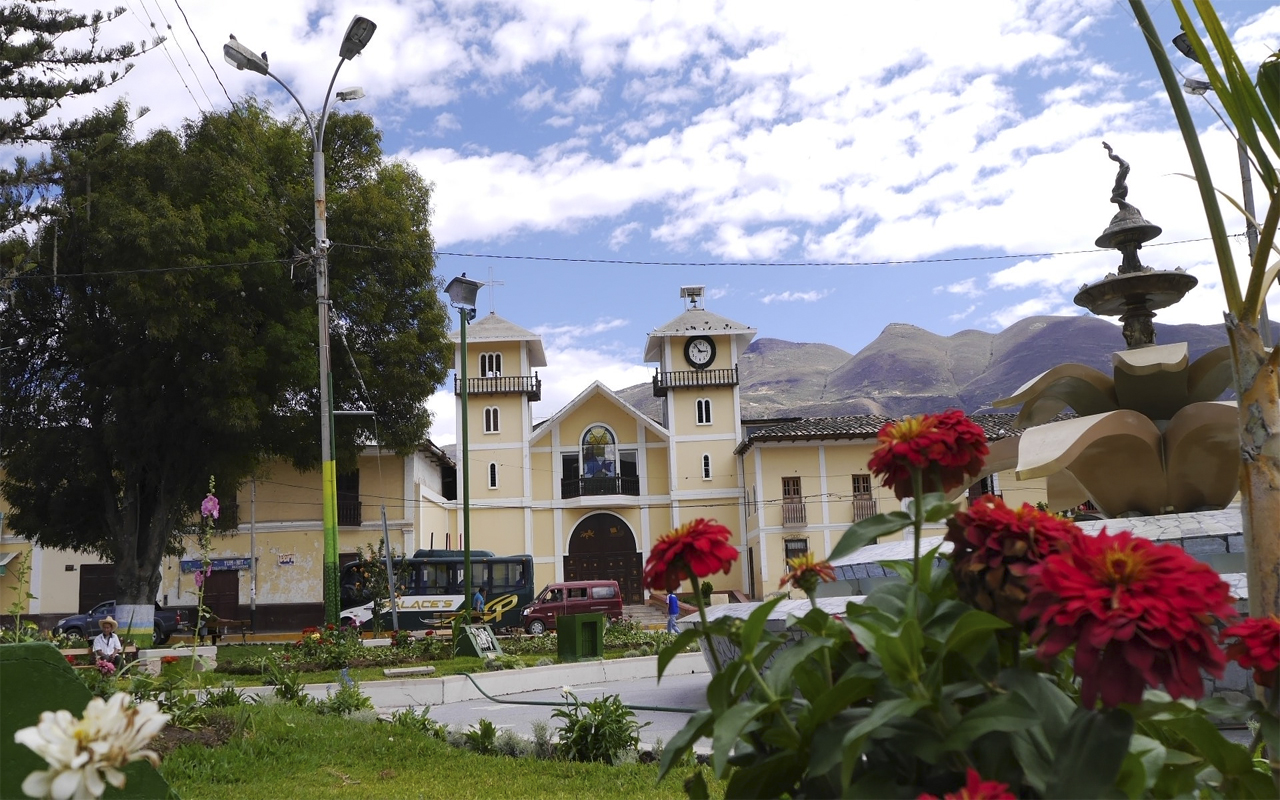
Église de San Marcos Evangelista devant la Plaza Mayor de San Marcos de Chondabamba, capitale du district de Pedro Gálvez et de la province.

## Population
La population de la province s'élevait à 51 031 habitants en 2007.

## Subdivisions
La province de San Marcos est divisée en sept districts :
- Chancay
- Eduardo Villanueva
- Gregorio Pita
- Ichocán
- José Manuel Quiroz
- José Sabogal
- Pedro Gálvez